# Günther Pawellek

Günther Pawellek (2021)

Günther Rudolf Pawellek (* 6. Juli 1947 in Wertingen) ist ein deutscher Maschinenbauingenieur und war bis zu seiner Emeritierung im Jahr 2012 Professor für Technische Logistik an der Technischen Universität Hamburg.

## Familie
Pawelleks Eltern Rudolf und Maria Pawellek (geb. Holeček) waren Vertriebene aus dem Sudetenland, die 1946 in Hirschbach eintrafen und 1952 mit ihrem Sohn in die Nähe von Frankfurt am Main verzogen. Dort arbeitete Günther Pawelleks Vater beim Zoll, seine Mutter war bei Dr. Scholl's beschäftigt.
Günther Pawellek ist seit 1975 mit Iris Pawellek (geb. Trautmann) verheiratet, das Ehepaar lebt in Bendestorf in der Nordheide.

## Ausbildung, Studium, Berufstätigkeit
Nach dem Besuch der Volksschule in Bergen-Enkheim begann Pawellek 1961 eine Lehre zum Technischen Zeichner bei J. S. Fries Sohn in Frankfurt am Main. Nach deren Abschluss 1964 arbeitete er dort bis 1966. Von 1966 bis 1967 erwarb er die Fachschulreife in der Fachrichtung Technik. Danach leistete er seinen 18-monatigen Wehrdienst ab. Über den zweiten Bildungsweg folgte dann von 1968 bis 1971 ein Studium an der staatlichen Ingenieurschule für Maschinenwesen in Frankfurt, das er mit dem Ing. (grad.) abschloss. Anschließend studierte er allgemeinen Maschinenbau an der Universität Trier-Kaiserslautern und schloss das Studium mit dem akademischen Grad des Dipl.-Ing. ab. Von 1974 bis 1980 arbeitete er bei Reinhardt Jünemann als wissenschaftlicher Angestellter am Lehrstuhl für Förder- und Lagerwesen der Universität Dortmund. 1981 folgte seine Promotion zum Dr.-Ing. mit dem Thema „Beitrag zur Ablaufplanung bei innerwerklichen Transportketten“.
Im Anschluss an die Promotion war er wissenschaftlicher Mitarbeiter am Fraunhofer-Institut für Transporttechnik und Warendistribution in Dortmund. Von 1983 bis 1987 wirkte er bei der Unternehmensberatung Agiplan (Aktiengesellschaft für Industrieplanung) in Mülheim an der Ruhr, zunächst in Verantwortung für Produktionsplanung und Logistik, dann als Mitglied der Geschäftsführung.

## Akademisches Wirken
1987 erhielt Pawellek einen Ruf an die Technische Universität Hamburg. Von 1987 bis zu seiner Emeritierung 2012 verantwortete er dort das Fachgebiet der Technischen Logistik. Es wurde an dieser Technischen Universität als Fachgebiet innerhalb des Arbeitsbereiches Fertigungstechnik I neu etabliert. Ende 1998 wurde es eine selbstständige Organisationseinheit innerhalb des Studiendekanats Maschinenbau. Ab 2008 zählte es als Institut für Technische Logistik zum neu gegründeten Dekanat und Studienbereich Managementwissenschaften und Technologie.

### Lehre
Sein Lehrangebot umfasste Vorlesungen und Übungsseminare über Materialfluss und Logistik sowie zur Anlagen- und Fabrikplanung. Das Angebot richtete sich an die Studiengänge Logistik, Infrastruktur und Mobilität, Maschinenbau sowie Informatikingenieurwesen. Weiterhin lehrte er im hochschulübergreifenden Studiengang Wirtschaftsingenieurwesen, getragen von der Technischen Universität Hamburg (bis 2010), der Universität Hamburg und der Hochschule für Angewandte Wissenschaften Hamburg. Vorlesungen an der Technischen Universität Hamburg hielt er auch nach seiner Emeritierung bis 2016.
Auch außerhalb Hamburgs hielt Pawellek Vorlesungen an Hochschulen in Deutschland und im Ausland, so beispielsweise 1992 und 1993 an der Universität für Wissenschaft und Technik Peking. Zwischen der Tongji-Universität in Shanghai und der Technischen  Universität Hamburg hat er eine Zusammenarbeit im Bereich Forschung und Lehre vereinbaren können.

### Forschung
Gegenstand seiner Forschungen an der Technischen Universität Hamburg waren Methoden und Hilfsmittel für Planung und Betrieb von Materialfluss- und Informationsflusssystemen. Im Entwicklungsbereich Integrierte Logistik-Planungssysteme ging es um die Unterstützung und Beschleunigung der Planung. Hierzu zählten Analyse-, Bewertungs- und Optimierungsmethoden für die Strategie-, Struktur- und Systemplanung, weiterhin IT-Tools zur Modellierung und Simulation sowie die Entwicklung und Anwendung von Entscheidungsunterstützungs- und Planungsassistenzsystemen. Im Entwicklungsbereich Integrierte Logistik-Betriebssysteme stand die Leitsystemebene im Vordergrund. Unter Berücksichtigung kybernetischer Prinzipien hat er adaptive Logistik-Leitsysteme für die verschiedenen Funktionsbereiche der Logistik konzipiert und mit Praxispartnern aus unterschiedlichen Branchen realisiert.
Zu diesen Forschungs- und Praxisprojekten zählte beispielsweise ein Zulieferlogistik-Leitsystem (ZULIS) für die Koordination von Produktionsnetzwerken im Flugzeugbau. Für den Schiffbau wurde zur Regelung der Paneelfertigung ein Produktionslogistik-Leitsystem (PLL) realisiert. Für das Zeit-, Kapazitäts- und Kostenmanagement von komplexen Projekten wurde ein Online-Störungsmanagement (OSM) entwickelt. Weiterhin wurden zum Beispiel Analyse- und Optimierungstools für die Risikoanalyse in Zuliefernetzwerken, zur Teiledifferenzierten Logistikoptimierung (TDL) in Beschaffungs- und Bereitstellungsprozessen oder für die optimale Differenzierung von Instandhaltungsstrategien (DIS) entwickelt und in Praxisprojekten angewendet. Zur Unterstützung  der Methodenanwendung in der Praxis wurde ein Internet-basiertes Methodenmanagement-System (meport.net) umgesetzt.

### Transfer
Den Transfer von Forschungsergebnissen in die Praxis organisierte Pawellek außerhalb der Technischen Universität Hamburg am Standort des Hamburger Innovations- und Technologieparks (HIT) in Kooperation mit Mitgliedsunternehmen der von ihm 1992 in Hamburg mitgegründeten Forschungsgemeinschaft für Logistik e.V. (FGL) Die engere Zusammenarbeit erfolgte dabei in forschungsbegleitenden Arbeitskreisen zu den Themengebieten Transport- und Hafenlogistik, Produktionslogistik sowie Instandhaltungs- und Ersatzteillogistik. Für komplexere praxisnahe Projekte beteiligte er sich 2002 an der Gründung des Logistik-Kompetenznetzwerks FGLnet. Weiterhin unterstützte er die Gründungen der Transferinstitute GfU Gesellschaft für Unternehmenslogistik GmbH (1988 bis 2018) und ILS Integrierte Logistik-Systeme GmbH (1996 bis 2018).
Pawellek organisierte zahlreiche Fachveranstaltungen und Seminare zur Förderung des Ergebnistransfers auch außerhalb Hamburgs, beispielsweise die Reihe „Fabrikplanung und Organisation“ für die Technische Akademie Wuppertal. Unter seiner wissenschaftlichen Leitung wurde von 1992 bis 2018 jährlich das Hamburger Logistik-Kolloquium  durchgeführt. Dabei wurde seit 2005 jährlich der Logistikpreis der Metropolregion Hamburg für ausgezeichnete Masterarbeiten aus dem Bereich Logistik verliehen.

## Verbandstätigkeiten

### Ehrenämter
Pawellek übte eine Reihe von Ehrenämtern aus. Beispielsweise war er von 1978 bis 1982 Geschäftsführer  der Deutschen Gesellschaft für Logistik e.V. Anfang der 1980er Jahre hatte er die Schriftleitung ihres Fachmediums Zeitschrift für Logistik (damals im Verlag moderne Industrie) inne, von 1984 bis 1988 war er Mitglied des Beirats dieser Zeitschrift. Dem Technisch-Wissenschaftlichen Beirat der Zeitschrift Fördern und Heben gehörte er von 1989 bis 2020 an. Pawellek war auch Gründungsmitglied und stellvertretender Vorstandsvorsitzender des Schmallenberger Kreis e.V. Er zählte außerdem zu den Mitbegründern des Aachener IfU Institut für Unternehmenskybernetik e.V. (1988). Von 1992 bis 2018 war er Initiator, Gründungs- und Vorstandsmitglied der Forschungsgemeinschaft für Logistik e.V. Dort leitete er unter anderem das FGL-Forschungsinstitut für Logistik. Im Hamburger Bezirksverein des Verein Deutscher Ingenieure (VDI) leitete er bis 2018 den Arbeitskreis Fördertechnik, Materialfluss und Logistik.

### Weitere Mitgliedschaften
Pawellek war beziehungsweise ist weiterhin Mitglied der Arbeitsgemeinschaft Planung e.V., des Bundesverbands Materialwirtschaft, Einkauf und Logistik e.V. (BME), der Bundesvereinigung Logistik e.V. (BVL) und der Wissenschaftlichen Gesellschaft für Technische Logistik e.V. (WGTL).

## Publikationen (Auswahl)

### Zeitschriften
Pawellek veröffentlichte zwischen 1975 und 2018 mehr als 400 wissenschaftliche Artikel in Fachzeitschriften zu Themen der Technischen Logistik und Anlagenwirtschaft.

### Bücher und Monografien
- Integrierte Instandhaltung und Ersatzteillogistik. Vorgehensweisen, Methoden, Tools. 2. Auflage, Springer-Verlag, Berlin/Heidelberg 2016, ISBN 978-3-662-48666-5.
- Ganzheitliche Fabrikplanung. Grundlagen, Vorgehensweise, EDV-Unterstützung. 2. Auflage, Springer-Verlag, Berlin/Heidelberg 2014, ISBN 978-3-662-43727-8.
  - Kompleksnoe planirovanie promyšlennych predprijatij. Bazovye principy, metodika, IT-obespečenie, Springer-Verlag, Moskau 2008/2015 (in Russisch), ISBN 978-5-9614-4627-2.
- Produktionslogistik – Planung, Steuerung, Controlling. Hanser-Verlag, München 2007, ISBN 978-3-446-41057-2.
- mit C. Blauert, Ingo Martens, Arnd Schirrmann: Erarbeitung eines Konzeptes für eine „Just in Time“-Transport- und Lagerlogistik im Schiffbau. Forschungszentrum des Deutschen Schiffbaus e.V., Bericht Nr. 276, Hamburg 1997.
- Beitrag zur Ablaufplanung bei innerwerklichen Transportketten. Forschungsbericht Nr. 20, Institut für Logistik der Deutschen Gesellschaft für Logistik e.V., Dortmund 1981 (Dissertation), ISBN 978-3-922523-20-8.
- mit Reinhardt Jünemann: Organisation und Arbeitssicherheit bei Transportvorgängen – Bewertung logistischer Systeme in Klein- und Mittelbetrieben unter Berücksichtigung der Fertigungsstruktur. Forschungsbericht Nr. 247, Bundesanstalt für Arbeitssicherheit und Unfallforschung, Dortmund 1980.
- mit Wolfgang Heinz: Organisation und Arbeitssicherheit bei Transportvorgängen – Anwendung eines für logistische Systeme geeigneten Analyse- und Bewertungsverfahrens in der Praxis. Forschungsbericht Nr. 179, Bundesanstalt für Arbeitssicherheit und Unfallforschung, Dortmund 1978.
- mit Werner Großeschallau, Volker Heidenblut und Reinhardt Jünemann: Optimierung von Transport- und Umschlagsystemen – Grundlagen und Entscheidungsverfahren der Disposition gleisloser Transporte. Forschungsbericht Nr. 05, Institut für Logistik, hrsgg. von Reinhardt Jünemann, Dortmund 1977.
- mit Reinhardt Jünemann, Volker Heidenblut: Aus- und Weiterbildungsmaßnahmen für den Bereich Logistik. Bericht Nr. 43 der Arbeitsgemeinschaft Transport, Verein Deutscher Eisenhüttenleute e.V. (VDEh), Düsseldorf 1977.
- mit Werner Großeschallau: Analyse des Organisationssystems „Innerwerklicher Transport“ als Grundlage für die statistische Erfassung des Unfallgeschehens. Forschungsbericht Nr. 02, Institut für Logistik, hrsgg. von Reinhardt Jünemann, Dortmund 1976.
- mit Werner Großeschallau: Bewertung von organisatorischen Zuständen im innerbetrieblichen Transport und Verkehr. Forschungsbericht Nr. 154, Bundesanstalt für Arbeitsschutz und Unfallforschung, Dortmund 1976.

### Schriftenreihe
Pawellek hat als Herausgeber über 150 Projektberichte und Tagungsbände in der Schriftenreihe des FIL-Forschungsinstitut für Logistik veröffentlicht.